# Cenchrus arnhemicus
Cenchrus arnhemicus là một loài thực vật có hoa trong họ Hòa thảo. Loài này được (F. Muell.) Morrone mô tả khoa học đầu tiên năm 2010.